# Bücker Bü 133

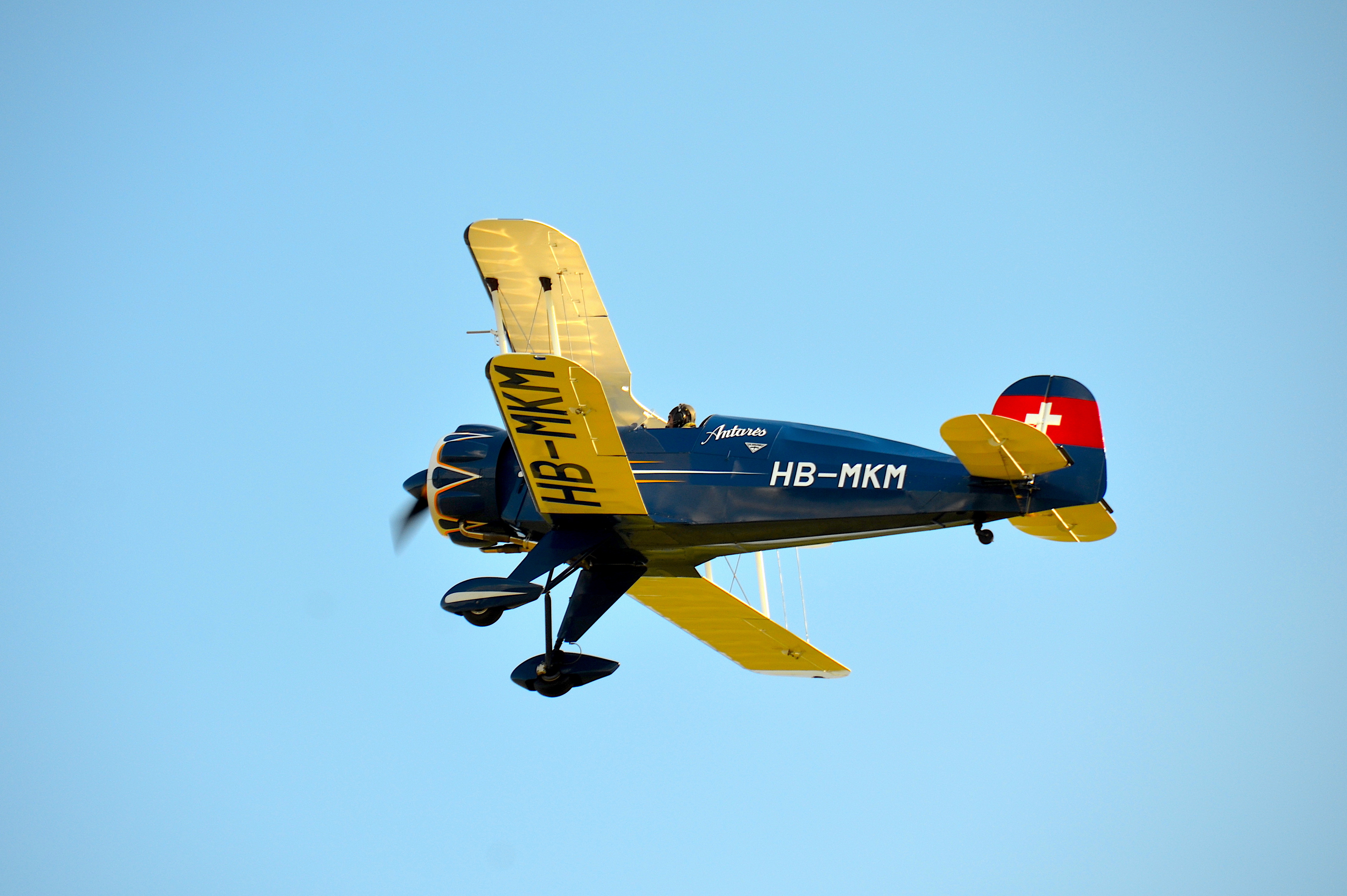
Doflug Bü 133 C (Bj. 1940) beim Kunstflug auf dem Flugplatz Albstadt-Degerfeld (2016)

Die Bücker Bü 133 Jungmeister war deutsches Sportflugzeug des Bücker Flugzeugbaus und eine einsitzige Weiterentwicklung des Doppeldeckers Bücker Bü 131.

## Entwicklung
Die Bü 133 war etwas kleiner, einsitzig und stärker motorisiert, ansonsten jedoch mit der Bü 131, von der 40 % Bauteile übernommen wurden, weitgehend identisch. Der Entwurf stammt von Bückers Chefkonstrukteur Anders Johan Andersson. Der Erstflug des mit einem Reihenmotor Hirth HM 506 ausgerüsteten Prototyps Bü 133 V1 (D–EVEO) erfolgte am 21. August 1935 durch Bückers Werkspilotin Luise Hoffmann.
Es gab sie mit einem Hirth-HM-506-Reihenmotor mit 119 kW (160 PS) als Bü 133 A (Prototyp V1), als Bü 133 B mit gleichem Antrieb oder ab 1937 als Bü 133 C (dazu siehe Daten), bei der der Rumpf verkürzt wurde und die mit einem Siemens-Halske-Sternmotor Sh 14-A4 mit 119 kW (160 PS) motorisiert war. Eine Ausnahme bildeten die ersten zwei Bü 133 B (D–EAKE und YR–PAX), die statt des HM 506 ebenfalls mit dem Sh 14 ausgerüstet waren.
Das Flugzeug wurde von verschiedenen Luftwaffen vor allem für die Kunstflug- und Luftkampfschulung eingesetzt. 1938 entstand sogar innerhalb der Wehrmacht eine neun Bü 133 C umfassende Kunstflugstaffel unter der Führung von Hauptmann Trübenbach. Wegen ihrer Wendigkeit und dem sauberen Abrissverhalten war sie lange Zeit auch als ziviles Wettbewerbs-Kunstflugzeug beliebt. Hier sind unter anderem Albert Falderbaum, Otto Heinrich Graf von Hagenburg und Liesel Bach zu erwähnen, die die Bü 133 meisterhaft beherrschten. Bückers Chefpilot Arthur Benitz überflog mit einer Bü 133 als Erster in einem einmotorigen Sportflugzeug die Anden.
Insgesamt wurden etwa 280 Bü 133 gebaut, davon 52 in Lizenz bei Dornier (in Altenrhein in der Schweiz), von denen noch heute einige wenige in Deutschland zugelassen sind.

## Produktion
Die Produktion der Bü 133 im Deutschen Reich ist nicht genau feststellbar. Der Bücker-Geschäftsbericht berichtet, dass bis Ende 1938 99 Flugzeuge (1 A, 89 C, 9 D) hergestellt wurden. Im Auftrag waren oder als Auftrag erwartet wurden bis zum 31. März 1941 noch 145 Flugzeuge. Von den hergestellten Flugzeugen waren 88 verkauft worden: 48 an das RLM, zwei an Private im Inland und 38 Exporte. Der RLM-Auftrag belief sich auf 68 Bü 133, die bis Kriegsbeginn ausgeliefert werden konnten. Bei insgesamt 68 RLM-Lieferungen, zwei Privatverkäufen und 60 Exporten belief sich die Produktion bei Bücker also auf etwa 130 Bü 133. Der Bestand der Bü 133 bei der Luftwaffe betrug am 1. März 1940 68 Flugzeuge. Da mehrere Flugzeuge nach Unfällen abgeschrieben wurden, ist anzunehmen, dass einige unverkaufte Flugzeuge für den Export bei Kriegsbeginn von der Luftwaffe übernommen wurden. Im Juni und Juli 1941 wurden noch einmal zehn Bü 133 an die Luftwaffe geliefert. Die Produktion im Deutschen Reich hat also vermutlich 160 Bü 133 nicht überstiegen.
Die Schweiz flog insgesamt 52 Bü 133, davon drei Importe, also 49 Lizenzbauten von Dornier, Altenrhein. CASA in Spanien baute 25 Bü 133 A als CASA 1.133 in Lizenz. Als Nachkriegsbauten entstanden bei Bitz in Augsburg in den Jahren 1967 bis 1969 insgesamt vier Bü 133. Somit lag die Gesamtproduktion der Bü 133 unter 240 Exemplaren.

## Exporte
Exporte der Bücker Bü 133:
| Land      | 1936 | 1937 | 1938 | 1939 | 1940 | 1941 | Summe | Werknummer                           |
| --------- | ---- | ---- | ---- | ---- | ---- | ---- | ----- | ------------------------------------ |
| Rumänien  | 1    | 1    |      | 5    |      |      | 7     | 18, 42, 1032, 1036, 1039, 1049, 1061 |
| Südafrika | 1    | 1    |      |      |      |      | 2     | 43, 1005                             |
| Schweiz   |      | 3    |      |      |      |      | 3     | 1001–1003                            |
| Spanien   |      | 21   |      |      |      |      | 21    | 1004, 1006, 1008–1017, 1019–1027     |
| Finnland  |      | 1    |      |      |      |      | 1     | 1050                                 |
| Brasilien |      | 1    |      |      |      |      | 1     | 1018                                 |
| Japan     |      |      | 1    |      |      |      | 1     | 1037                                 |
| Ungarn    |      |      | 1    |      |      |      | 1     | 1053                                 |
| Litauen   |      |      | 4    |      | 2    |      | 6     | 1031, 1033, 1035, 1042, 1044, 1046   |
| Polen     |      |      | 2    |      |      |      | 2     | 1030, vmtl. 1029                     |
| UdSSR     |      |      |      |      | 3    |      | 3     | 1047, 1051, 1058                     |
| Kroatien  |      |      |      |      |      | 10   | 10    | 1063–1072                            |
| SUMME     | 2    | 28   | 8    | 5    | 5    | 10   | 58    |                                      |

Der Bücker-Geschäftsbericht erwähnt zwei weitere Exporte an Frankreich und zwei Privatverkäufe im Inland.

## Militärische Nutzer
Deutsches ReichLuftwaffe
 JugoslawienJugoslawische Luftstreitkräfte
 Unabhängiger Staat KroatienLuftwaffe des unabhängigen Staates Kroatien:
 LitauenLitauische Luftstreitkräfte
 SlowakeiSlovenské vzdušné zbrane
 Südafrikanische UnionSouth African Air Force
 SchweizSchweizer Flugwaffe
 SpanienSpanisch-republikanische Luftwaffe
 SpanienSpanische Luftstreitkräfte
 UngarnKöniglich Ungarische Luftstreitkräfte

## Technische Daten
| Kenngröße             | Daten (Bü 133 C) |
| --------------------- | --- |
| Besatzung             | 1 |
| Länge                 | 6,02 m |
| Spannweite            | 6,60 m |
| Höhe                  | 2,20 m |
| Flügelfläche          | 11,90 m² |
| Flügelstreckung       | 7,32 |
| V-Stellung            | 1,5° oben 3,5° unten |
| Pfeilung              | 11° |
| Flächenbelastung      | 49,15 kg/m² |
| Leistungsbelastung    | 3,65 kg/PS |
| Flächenleistung       | 13,45 PS/m² |
| Rüstmasse             | 420 kg |
| Zuladung              | 165 kg |
| max. Startmasse       | 585 kg |
| Triebwerk             | ein Sternmotor Siemens-Halske Sh 14 A-4 mit 160 PS (ca. 120 kW) Startleistung, starre Zweiblatt-Holzluftschraube (⌀ 2,20 m)                              |
| Kraftstoffvolumen     | 92 l |
| Schmierstoffvolumen   | 9 l |
| Kraftstoffverbrauch   | 18 l/100 km |
| Schmierstoffverbrauch | 0,2 l/100 km |
| Höchstgeschwindigkeit | 220 km/h in Bodennähe |
| Reisegeschwindigkeit  | 200 km/h |
| Landegeschwindigkeit  | 90 km/h |
| Steiggeschwindigkeit  | 6,5 m/s in Bodennähe |
| Steigzeit             | 2,8 min auf 1000 m Höhe 6,3 min auf 2000 m Höhe 10,7 min auf 3000 m Höhe 15,9 min auf 4000 m Höhe 26,9 min auf 5000 m Höhe 50,7 min auf Dienstgipfelhöhe |
| Dienstgipfelhöhe      | 5600 m |
| Reichweite            | 500 km |
| Flugdauer             | 2,5 h |
| Startstrecke          | 116 m |
| Landestrecke          | 114 m |